# 西那須野町
西那須野町（にしなすのまち）は、栃木県北東部に位置し、那須郡に属していた町である。平成の大合併以前県内の町及び県北地区の町ではでは最多の人口を有していた。

大田原市への通勤率は21.5%（平成12年国勢調査）。

## 概要

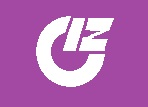
西那須野町旗

2005年1月1日に黒磯市・那須郡塩原町と新設合併して那須塩原市となり、廃止した。廃止当時、栃木県内では人口最多の町であり、矢板市や旧日光市よりも多かった。

## 地理
全域が那須野が原に包含される。
明治以前は原野であったが、明治期の殖産興業政策により、日本国有鉄道東北本線（現JR東北本線）、那須疏水、那須野ヶ原開拓事業により、形成される。
県北部の交通の要衝として著しい発展を遂げる。
隣接した自治体
- 黒磯市（本町と合併）
- 塩原町（本町と合併）
- 大田原市

## 人口
合併前は、町として県内最多人口であり、（旧）日光市（約1万6000人）、矢板市（3万3000人）の2市よりも人口が多かった。
人口密度は764.13人/k㎡で、那須・塩谷地域では最も高かった。

## 歴史

### 沿革
- 1885年（明治18年） 6月? - 那須開墾社・加治屋開墾の区域に那須野村が起立。
- 1889年（明治22年）4月1日 - 那須野村が西那須野村に改称。西那須野村、狩野村（かりのむら）の2村が発足。
- 1932年（昭和7年）4月1日 - 西那須野村が町制施行、西那須野町となる。
- 1955年（昭和30年）2月11日 - 西那須野町・狩野村が合併、新しい西那須野町となる。
- 1955年（昭和30年）4月1日 - 大字加治屋を大田原市へ編入。
- 2005年（平成17年）1月1日 - 黒磯市・那須郡塩原町と新設合併して那須塩原市となる。

### 主な出来事
- 1947年（昭和22年）9月8日 - 天皇・皇后が農林省畜産試験場那須支場の行幸啓（昭和天皇の戦後巡幸）[3]。
- 1999年（平成11年）12月20日 - 国会等移転審議会は、小渕内閣総理大臣に対し、移転先候補地として「栃木・福島地域」「岐阜・愛知地域」、そして将来移転先候補地となる可能性がある地域として「三重・畿央地域」を選定する答申を行った。審議会では、移転先候補地の答申を行うにあたり、16の評価項目を設け点数付けを行い、さらに、各項目の重要度を加味した上で総合点を算出し、結果、栃木・福島地域（那須・阿武隈地域）が最高得点を獲得した。

## 行政

### 西那須野村長・町長（旧）
| 代 | 氏名       | 就任                       | 退任                       | 出身校                             | 職歴                                                          | 出身地 | 備考                               |
| -- | ---------- | -------------------------- | -------------------------- | ---------------------------------- | ------------------------------------------------------------- | ------ | ---------------------------------- |
| 1  | 斎藤半次郎 | 1889年（明治22年）6月13日? | 1895年（明治28年）1月18日? |                                    | 那須開墾社幹事・矢板銀行副頭取                                | 塩谷郡 |                                    |
| 2  | 井上寬二   | 1895年（明治28年）1月19日? | 1896年（明治29年）8月15日  |                                    | 群馬県庁職員                                                  | 埼玉県 |                                    |
| 3  | 品川貞之進 | 1896年（明治29年）8月16日  | 1907年（明治40年）3月25日  |                                    | 那須開墾社植林事務所長、西那須野村助役、第4代西那須野郵便局長 | 山口県 |                                    |
| 4  | 江川福松   | 1907年（明治40年）3月26日  | 1912年（明治45年）4月11日  |                                    | 西那須野村会議員、那須郡会議員、会社社長                      | 滋賀県 | 在任中死亡                         |
| 5  | 田島弥三郎 | 1912年（明治45年）5月20日  | 1917年（大正6年）11月27日  | ミラノ・インターナショナルスクール | 西那須野村会議員・助役                                        | 群馬県 | 第９代町長田島薫は子息。           |
| 6  | 宇佐美嘉吉 | 1917年（大正6年）11月28日  | 1929年（昭和4年）11月27日  |                                    | 西那須野村会議員                                              | 大分県 |                                    |
| 7  | 蓮池佼     | 1929年（昭和4年）11月28日  | 1933年（昭和8年）3月3日    |                                    | 西那須野村助役                                                | 塩谷郡 |                                    |
| 8  | 菊地米松   | 1933年（昭和8年）10月1日   | 1947年（昭和22年）4月4日   | 栃木県師範学校                     | 小学校長                                                      | 那須郡 |                                    |
| 9  | 田島董     | 1947年（昭和22年）4月5日   | 1951年（昭和26年）4月23日  | 東京英語学校中退                   | 西那須野村村会議員                                            | 群馬県 | 第５代町長田島弥三郎は父。         |
| 10 | 川上安一郎 | 1951年（昭和26年）4月23日  | 1951年（昭和26年）4月24日  |                                    | 会社経営                                                      |        | 合併により新・西那須野町長となる。 |

### 西那須野町長
| 代 | 氏名       | 就任                      | 退任                       | 出身校             | 職歴                               | 備考                   |
| -- | ---------- | ------------------------- | -------------------------- | ------------------ | ---------------------------------- | ---------------------- |
| 1  | 川上安一郎 | 1951年（昭和26年）4月24日 | 1959年（昭和34年）3月16日  |                    | 会社経営、(旧)西那須野町長         | 旧西那須野町長から継続 |
| 2  | 中島欣三郎 | 1959年（昭和34年）3月16日 | 1974年（昭和49年）6月2日   |                    | 会社社長、狩野村長                 | 在任中死亡             |
| 3  | 阿久津文一 | 1974年（昭和49年）7月21日 | 1982年（昭和57年）7月20日  | 慶應義塾普通部     | 東京都職員、西那須野町助役         |                        |
| 4  | 高野三郎   | 1982年（昭和57年）7月21日 | 1990年（平成2年）7月20日   | 京都帝国大学農学部 | 神奈川県職員、栃木県民生部長       |                        |
| 5  | 宮本善夫   | 1990年（平成2年）7月21日  | 年（平成年）月日           | 宇都宮農林専門学校 | 栃木県職員、西那須野町収入役・助役 |                        |
| 6  | 平山武     | 年（平成年）月日          | 2004年（平成16年）12月31日 | 拓殖大学政経学部   | 議員秘書                           | 閉町                   |

## 経済

### 産業
農業分野においては、日本三大疏水の一つに上げられる那須疏水が整備され、かつて不毛の地と呼ばれた荒野に美しい田園地帯が広がった。

## 姉妹都市・友好都市
新座市（埼玉県）
2000年11月西那須野町が友好姉妹都市提携。
滑川市（富山県）
1996年4月西那須野町が姉妹都市提携。

## 地域

### 町名一覧

#### 西那須野地区
- 東町
- あたご町
- 一区町
- 扇町
- 上赤田
- 北赤田
- 北二つ室
- 五軒町
- 三区町
- 下永田1-8丁目
- 千本松
- 永田町
- 二区町
- 西赤田
- 朝日町
- 幸町
- 栄町
- 西原町
- 大和町
- 東赤田
- 二つ室
- 緑
- 南赤田
- 南町
- 四区町

#### 狩野地区
- 井口
- 石林
- 新南郷屋
- 関根
- 高柳
- 太夫塚1-6丁目
- 槻沢
- 西遅沢
- 西富山
- 西三島1-7丁目
- 東遅沢
- 東関根
- 東三島1-6丁目
- 三島1-5丁目
- 南郷屋1-5丁目
- 睦

### 教育

#### 高等学校
- 栃木県立那須拓陽高等学校
- 栃木県立那須清峰高等学校

#### 中学校
- 西那須野町立西那須野中学校
- 西那須野町立三島中学校

#### 小学校
- 西那須野町立三島小学校
- 西那須野町立西小学校
- 西那須野町立東小学校
- 西那須野町立南小学校
- 西那須野町立大山小学校
- 西那須野町立槻沢小学校

### 郵便
集配局及び郵便番号は、以下の通りである。
- 西那須野郵便局：「329-27xx」

#### 郵便局
- 西那須野郵便局 (07045)
- 西那須野駅前郵便局 (07287)
- 西那須野下永田郵便局 (07312)

### 電話番号
全域が大田原MAの管轄である。市外局番は「0287」。収容局は以下のビルが該当し、市内局番は以下の通り。
- 西那須野2局（大田原MA）：36-39

### 病院
・国際医療福祉大学病院

## 交通

### 鉄道路線
- 東日本旅客鉄道（JR東日本）
  - 東北本線（宇都宮線）：西那須野駅
- 東野鉄道（1968年廃止)
- 那須人車軌道(1928年廃止)
- 塩原軌道(1936年廃止)

### 一般路線バス
- 関東自動車(旧 東野バス)
- JRバス関東
- ゆ～バス(JRバス関東業務委託)

### 道路
- 高速道路
  - 東北自動車道：西那須野塩原インターチェンジ
- 一般国道
  - 国道4号
  - 国道400号
  - 国道461号
- 県道（主要地方道）
  - 栃木県道55号西那須野那須線

## 名所・観光スポット

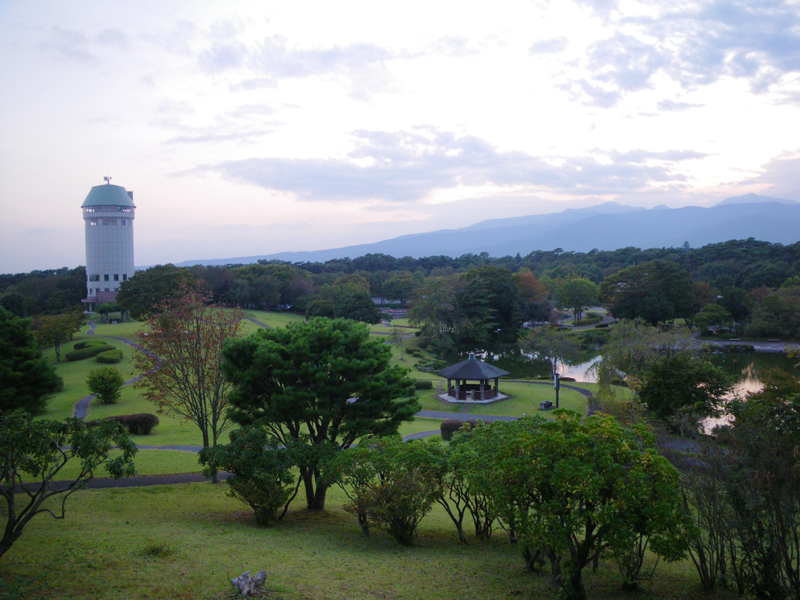
那須野が原公園。右奥の山は高原山。

- 県営那須野が原公園
- 西那須野温泉
- 千本松牧場
- 松方別邸
- 烏が森公園
- 乃木神社
- 道の駅 那須野ヶ原博物館
- 疏水パーク

## 出身有名人・関連有名人

### 西那須野町出身者
政治
- 渡辺喜美（参議院議員、元衆議院議員、元金融担当副大臣、元行政改革担当大臣、元金融担当大臣、元みんなの党代表）
- 平山正二（栃木県議会議長）
- 郡司征夫（栃木県議会議長）

芸能
- 福田薫（お笑い芸人、U字工事メンバー）
- 八塚純子（歌手、元Letit go、元Ciao）
- 歌心りえ（歌手、元Letit go、元Ciao、Rie&Qoonie）

芸術
- 高野悦子（『二十歳の原点』）

### 西那須野町ゆかりの人物
歴史人物
- 矢板武（那須開墾社社長、下野銀行頭取）
- 印南丈作（那須開墾社社長）

政治
- 大山巌（従一位大勲位功一級公爵、元帥陸軍大将、大警視、陸軍大臣、陸軍参謀総長、文部大臣、内大臣、元老、貴族院議員） - 加治屋開墾場、大山農場を設営。大山小学校の校名の由来。
- 乃木希典（正二位勲一等功一級伯爵、陸軍大将）
- 松方正義（従一位大勲位公爵、元内閣総理大臣兼大蔵大臣） - 千本松農場。
- 千坂高雅（石川・岡山県令、貴族院議員） - 千坂農場。
- 三島通庸（内務官僚、栃木県令、警視総監、正三位勲二等子爵） - 肇耕社・三島農場を設立し、那須疏水開削に関わる。三島小学校の校名の由来。
- 西郷従道（海軍大臣、侯爵） - 加治屋開墾場、西郷農場。
- 三島弥太郎（貴族院議員、第８代日本銀行総裁）
- 渡辺美智雄（元副総理、元外相、元蔵相、元農水相、元通産相、元衆議院議員、元税理士） - 西那須野町に地元事務所を構える。